# Ala Leopoldina
El Ala Leopoldina es un ala del Palacio Imperial de Hofburg que conecta el Ala Amalienburg con el Ala Suiza.

## Monarquía
Fue construida bajo el emperador Leopoldo I en la década de 1660. El arquitecto fue Filiberto Lucchese y la construcción estuvo a cargo de los maestros de obras italianos Carl Martin Carlone y Domenico Carlone . El mayor pedido de entregas de piedra y trabajos de cantería recayó en Kaisersteinbruch , a los maestros Ambrosius Ferrethi y Camillo Rezi.  En los cuadernos de dibujo del Hofkammerarchiv se encuentran los siguientes documentos: el Hard Kaiserstein de la fachada, las grandes losas de cornisa de los lados exteriores, la escalera y, por último, el portal. El maestro cantero vienés Urban Illmayr fue el encargado de trabajar la piedra “blanda”. En el extremo occidental del Ala Leopoldina se encuentra la Capilla de Cámara , que fue completamente renovada por María Teresa en 1772.
Después del segundo asedio turco a Viena en 1683, el ala fue reconstruida por Giovanni Pietro Tencalla y se le añadió un piso; el estilo del edificio es barroco. En el año 1752 los maestros canteros Elias Hügel y Johann Baptist Regondi añadieron un balcón. Debajo de esta ala Leopoldina y del Amalienburg se encontraba también la enorme bodega del Hofburg. Además, en la zona del ala Leopoldina estaba situada la “Cámara del Consejo Secreto”. El emperador Francisco José I pronunció aquí sus discursos inaugurales en las reuniones de la delegación austrohúngara. En esta sala, el 28 de junio de 1900, Francisco Fernando , entonces heredero al trono y sobrino de Francisco José, prestó el “juramento de renuncia” y renunció a su derecho al trono en nombre de su futura esposa (no igual) y de sus descendientes.

#### República de Austria
Desde 1923  hasta su disolución en 1939, el influyente Club Alemán, de orientación nacional- alemana a nacionalsocialista , con el presidente federal Michael Hainisch (1920 a 1928) y al menos quince miembros del gobierno del período de entreguerras , así como varios golpistas de julio en sus filas, tuvo su sede en ocho salas de representación en el Ala Leopoldina. 
Desde finales de 1946, el Ala Leopoldina alberga las oficinas del Presidente Federal de Austria y la autoridad asignada a él, la Cancillería Presidencial , que anteriormente estaban ubicadas en un ala de la Cancillería Federal frente a la Ballhausplatz.  En esta ala también se encuentra la comisaría de policía de Hofburg.